# سارالا ديفي تشودهوراني
سارالا ديفي تشودهوراني (ولدت باسم سارالا غوشال؛ 9 سبتمبر 1872 - 18 أغسطس 1945) كانت ناشطة تعليمية هندية وناشطة سياسية، أسست في عام 1910 منظمة بهارات ستري ماهاماندال في الله آباد، الهند. كانت تلك أول منظمة نسائية على المستوى الوطني في الهند. كانت إحدى الأهداف الرئيسية للمنظمة تعزيز التعليم النسائي. فتحت المنظمة العديد من المكاتب في لاهور (وقتها جزءًا من الهند غير المقسمة)، والله آباد، ودلهي، وكراتشي، وأمريتسار، وحيدر أباد، وكانبور، وبانكورا، وهازاريباغ، وميدنابور، وكولكاتا لتحسين وضع النساء في جميع أنحاء الهند.

## سيرتها

### نشأتها
ولدت سارالا في جوراسانكو، كولكاتا في 9 سبتمبر 1872، لعائلة بنغالية معروفة بفعالياتها الفكرية. والدها، جاناكيناث غوشال، كان أحد أوائل أمناء الكونجرس البنغالي. والدتها، سوارناكوماري ديفي، كانت مؤلفة مشهورة وابنة ديبيندراناث تاغور، الزعيم البراهمي البارز، وأخت الشاعر ربيندراناث تاغور. أما أختها الكبرى، هيرونموي، كانت مؤلفة ومؤسِّسة دار لرعاية الأرامل. كانت عائلة سارلا ديفي من أتباع البراهمية، وهو دين أُسِّس من قبل رام موهان روي وتطور لاحقًا على يد جدها ديبيندراناث تاغور.
في عام 1890، حصلت على درجة البكالوريوس في الأدب الإنجليزي من كلية بيثون. منحت أول ميدالية بادمافاتي ذهبية من الكلية لكونها أفضل مرشحة أنثى في امتحانات البكالوريوس. كانت واحدة من القلائل من النساء في زمانها اللواتي شاركن في حركة استقلال الهند. خلال حملة معارضة التقسيم، نشرت رسالة وطنية في البنجاب وأسست جمعية ثورية سرية.

### مسيرتها
بعد إكمال تعليمها، انتقلت سارالا إلى ولاية مايسور والتحقت بمدرسة ماهاراني للفتيات لتعمل معلمة. بعد عام، عادت إلى منزلها وبدأت في الكتابة لصالح مجلة بهاراتي باللغة البنغالية، في الوقت نفسه بدأت نشاطاتها السياسية.
بين عامي 1895 و1899، حررت مجلة بهاراتي بالتعاون مع والدتها وأختها، ثم أصبحت محررة وحدها بين عامي 1899 و1907، بهدف نشر حب الوطن ورفع المستوى الأدبي للمجلة. في عام 1904، أسست متجر «لاكشمي باندار» (متجر نسائي) في كولكاتا لتعزيز الصناعات اليدوية الأصلية التي تنتجها النساء. في عام 1910، أسست منظمة بهارات ستري ماهاماندال (منظمة النساء لكل الهند)، والتي يعتبرها العديد من المؤرخين أول منظمة هندية على مستوى الهند للنساء. بوجود فروع عديدة في جميع أنحاء البلاد، نشرت التعليم والتدريب المهني للنساء دون النظر في الطبقة الاجتماعية أو الطائفة أو الديانة.

### حياتها الخاصة
في عام 1905، تزوجت سارالا ديفي من رامبهوج دوت تشودهاري (1866-1923)، وهو محامٍ وصحفي وزعيم وطني ومن أتباع حركة آريا سماج، وهي حركة إصلاحية هندوسية تأسست على يد سوامي دياناندا ساراسواتي.
بعد زواجها، انتقلت إلى البنجاب. هناك، ساعدت زوجها في تحرير الصحيفة الوطنية الأسبوعية باللغة الأردية «هندوستان»، والتي تحولت لاحقًا إلى مجلة باللغة الإنجليزية. عندما اعتقل زوجها بسبب مشاركته في حركة عدم التعاون، زار مهاتما غاندي منزلها في لاهور كضيف. استخدم غاندي أشعارها وكتاباتها في خطبه وفي مجلة «شباب الهند» وغيرها من الصحف. في فبراير 1920، نشرت مجلة «شباب الهند» عدة رسائل تتعلق بعضويتها في نادي برداه لاهور. بعد اعتقال زوج سارالا بسبب مشاركته في حركة رولات ساتياغراها، أرادت يونا أودواير (زوجة مايكل أودواير) منها أن تستقيل من عضويتها.

سافرت مع غاندي في جميع أنحاء الهند. عندما كانوا بعيدين عن بعضهما البعض، تبادلا الرسائل بشكل متكرر. وفقًا لأستاذ الجامعة الحكومية رابيندرا بهاراتي، البروفيسور سابياساتشي باسو راي تشودهوري، كانت العلاقة بينهما، على الرغم من قربها، لا تتعدى الإعجاب المتبادل. لكن في إحدى رسائل غاندي إلى سارالا، كتب غاندي ما يلي:
لا تزالين تطاردينني حتى في أحلامي. لا عجب أن أكبر مفكر أطلق عليك اسم الشاكتي الأعظم في الهند. ربما ألقيتِ هذا السحر عليه. أنت تقومين بتنفيذ ذات الأمر عليَّ الآن.
تزوج ابنها الوحيد، ديباك، من حفيدة غاندي، رادها.